# Екатериновка (Краснодарский край)
Екатери́новка — село в Щербиновском районе Краснодарского края.
Административный центр Екатериновского сельского поселения.

## Физико-географическая характеристика
Село Екатериновка Щербиновского района расположено в северо-восточной части Щербиновского района Краснодарского края. Село расположено на правом берегу реки Ея, простирается с запада на восток — 4,76 км, с севера на юг — 2,47 км.
Село находится в 30 км от административного центра района — станицы Старощербиновской, в 249 км к северу от краевого центра — города Краснодара.
Екатериновка находится в часовой зоне МСК (московское время). Смещение применяемого времени относительно UTC составляет +3:00.

## Климат
Территория села относится к Приазовской климатической провинции недостаточного увлажнения, входящей в состав климатической области Северного склона Большого Кавказа и равнин Предкавказья. Климат умеренно-континентальный, с преобладанием в течение года северо-восточных ветров, характеризуется редкими и короткими дождями и незначительным снежным покровом зимой. В среднем за год выпадает 481 мм атмосферных осадков. Относительная влажность воздуха в декабре-январе — 87 %, в июне-июле — 66 %.
Зима умеренная, не отмечается большими холодами, наступает в конце ноября — начале декабря. Первые заморозки отмечаются в начале ноября, но в отдельные годы могут наблюдаться и в начале октября. Снежный покров появляется в первой декаде декабря, причем более, чем в половине зим он неустойчив и не превышает 15 см. Высоту снежного покрова также снижают частые оттепели, а к середине марта происходит его сход.
Устойчивый переход к плюсовым значениям среднесуточной температуры воздуха происходит в середине марта. Однако при вторжении арктических масс воздуха с севера в отдельные годы возможны и более поздние заморозки, которые могут наблюдаться и в начале мая.
Продолжительность отопительного периода составляет 166 суток в год.
В середине апреля устанавливается жаркая погода, в отдельные дни температура воздуха может повышаться до 30 С.
Лето наступает в первой декаде мая. Оно жаркое и сухое, часто бывают засухи.
Осень теплая, продолжительная, с большим количеством солнечных дней. Продолжительность безморозного периода 184—200 дней.
Самый теплый месяц — июль (+24,2С), самый холодный — январь (-5,5С). Среднегодовая температура воздуха +9,7С. Абсолютный максимум температуры отмечен в июле-августе (+39-40С), абсолютный минимум (-32-34 С) отмечен в декабре-январе.
Характерными для территории являются довольно сильные, иногда переходящие в бури северо-восточные, восточные, западные и юго-западные ветры. Юго-западные ветры порой имеют характер жестких шквалов.
Среднегодовая скорость ветра — 5,9 м/сек. В среднем число дней в году с сильным ветром — 30 дней, иногда их число достигает до 52 дней. Иногда (в среднем 5 дней в году) на территории наблюдаются пыльные бури.
Радиационный режим характеризуется поступлением большого количества солнечного тепла.
Вегетационный период растений достаточно продолжительный и составляет 196 дней.

## Растительность
В настоящее время зелёный фонд села состоит в основном из плодово-ягодных садов на приусадебных участках индивидуальной застройки, озеленения улиц, дорог, прибрежной растительности, посадок тутовника.
Зеленые насаждения общего пользования представлены:
— парком в общественном центре села;
— озеленением территорий общественных зданий и сооружений: административных зданий, Дома культуры, школы, детского сада и т. п.;
— Розария.
Древесная растительность присутствует в лесополосах и представлена, в основном, тополем, акацией, ясенем, яблоней, вишней, грушей, боярышником, алычой, туей, сосной, дубом.

## История
История села Екатериновка богата и интересна. Дата основания села — 1796 год. Беседы с жителями села в сопоставлении с имеющимися письменными источниками обрисовывают историю села следующим образом: микрогеографическое положение в начале дельты реки Еи, в месте удобной переправы через реку, способствовало возникновению здесь населённого пункта ещё в древние времена. Территорию села окружает цепь крупных курганов, это свидетельствует о том, что здесь в древности было поселение или крупное становище кочевников. Впоследствии жители отдельным курганам дали названия: цепь курганов северо-западнее села получила название Комаривских, к югу от реки Еи — курган Могила Слабого, так как возле этого кургана были земли казака Слабого. Древнегреческие географы, в частности Страбон, называли нашу реку Ею-Большой Ромбит (по свидетельству Ф.Навозова в книге «Краснодарский край» название реки Ея происходит от изменённого русского Иван), они говорили о её несметных рыбных богатствах, и о том, что на берегах её были пункты ловли и засолки рыбы. Вероятно, что одно такое поселение и было на территории нашего села. В 17 столетии, до царствования Петра Первого, на берега Еи частично проникали и селились беглые русские крестьяне, спасаясь от непосильного помещичьего гнета, такое поселение было и на месте села Екатериновки. Во время русско-турецких войн 1736—1739 годов, а особенно в 1768 году турецкие власти начали опасаться, что русские поселенцы будут оказывать помощь наступавшим русским войскам, и озлобленные турки и подстрекаемые ими ногайцы разорили русские селения по берегу Еи. В 1774 году после русско-турецкой войны территория к северу от реки Еи окончательно вошла в состав России, а земли между Еей и Кубанью вошли в состав Крымского ханства. Бывшие поселенцы берегов Еи и их потомки целыми обозами вслед за войсками двинулись на места своего прежнего жительства. На этих землях ещё жили ногайцы, и соседство с ними было опасным. Поэтому первые поселенцы Екатериновки по ночам подвергались нападениям ногайцев, они разоряли их жилища, угоняли скот, убивали людей, и потому на ночь они уходили под защиту гарнизона в Ейское укрепление.
Первые годы существования села неразрывно связаны с деятельностью полководца А. В. Суворова, которого считают «крёстным отцом» Екатериновки. Суворов значительно укрепил редут в Ейском городке, очень любил эту крепость, часто долго в ней проживал. Как рассказывают старожилы, в 1781 году к нему обратилась группа отставных солдат из крепости, и по его разрешению поселилась возле Екатерининского кордона, немного восточнее его, свое поселение они назвали Слобидка. С 1781 года населённый пункт уже существует непрерывно, население Екатериновки начало быстро расти. Возвратились прежние жители побережья Еи, прибывали отставные солдаты, запорожские казаки, которые после бунта, разогнанного Екатериной II, скрывались от её преследования, беглые крестьяне, ремесленники, торговцы, село в то время ещё Екатериновкой не называлось, некоторое время оно существовало в виде отдельных хуторов. Старая часть села по балке, в основном населенная переселившимися из Слобидки, называлась Голянка, потому что здесь жили беднейшие жители села. После 1783 года прибыла группа беглых крестьян и бывших запорожских казаков из-за реки Южный Буг, селились в основном над рекой и образовали другую часть села — Болотяную. В числе этих людей был крестьянин Романенко с девятью сыновьями, из которых вскоре семь погибли в русско-турецкой войне 1784—1791 годов, прибыли также Мелентий Андреев, Фома Долгий с братом, Салтовцы, Ткаченко, Шашко и другие. Прежние жители берегов Еи возвращались на старое место жительства по южному участку северного побережья Еи, а восточнее, у следующего изгиба реки, где она как бы образует полуостров, возникло новое поселение — Раваль, главным образом из вновь прибывших крестьян. И, наконец, некоторые поселенцы из старых частей села остановились на востоке, там, где раньше был поселок Петровского кордона (теперь южная часть переулка Школьного). Уже на пятой ревизии в 1794 году, в селе насчитывалось 260 дворов, 1763 мужчины и 1165 женщин, то есть всего 2928 жителей (сведения по справке центрального государственного архива древних актов). Но церкви в селе не было, и построить её у крестьян не было возможности. Тогда, по решению сельского схода, крестьяне Квитко, Рябко, Бескоровайный, поехали в Петербург просить помощи у царицы. Вряд ли их допустили к царице, но, на счастье, они встретили Суворова, который узнал их и помог. Царица Екатерина Вторая дала распоряжение выдать им «лес и кровлю» из Азовской крепости и наделила крестьян землёй при условии, что село будет названо в её честь. Так, 6 декабря 1796 года деревянная церковь в честь Николая Угодника, на площади, между старейшими частями села Голянкой и Болотяной, была освящена и открыта, и Екатериновка официально стала селом государственных крестьян, как тогда называли, Слободою, потом в честь Екатерины II — Екатерининской Слободой, Катериновкой, а впоследствии — Екатериновкой.
Таким образом, Екатериновка возникла после ногайского разорения в 1781 году, а в 1796 году она лишь зарегистрирована как село, когда была уже крупным населенным пунктом. По данным ГУ «Государственный архив Ростовской области», документов об образовании села Екатериновка, в госархиве на учёте не имеется, но в фонде Комиссии для размежевания земель войска Донского (Ф.429) отложилась копия межевой книги владения казённых поселян села «Катериновка» Ростовского уезда Екатеринославской губернии, подписанная в Екатеринославской межевой конторе 28 августа 1825 года, там указано, что в 1797 году землемером Ильенком была вырезана земля к «состоящей в том селе Катериновки церквы во имя Николая Чудотворца для довольствия священно- и церковнослужителей…».
На 1 января 1925 года в селе Екатериновке проживало 10 120 человек (4655 мужчин и 5465 женщин). Дворов числилось 1717.
В декабре 1929 года была организована сельхозартель «Путь к новой жизни». После произошло разукрупнение хозяйства на семь небольших колхозов.
Чёрной страницей в истории села стал голодомор 1933 года, когда практически вымерло все село.
В 1935 году была организована МТС.
В годы Великой Отечественной войны из села было призвано более тысячи человек. Не вернулись с войны 600 жителей села Екатериновка и хуторов Любимов, Красный Дар и Новый Путь. В настоящее время в парке села Екатериновка стоит мемориал, посвященный землякам, павшим в годы войны.
После Великой Отечественной войны наступил период восстановления хозяйства и укрупнения колхозов. Важными событиями послевоенного развития района стали организация в 1951 году на базе объединения семи коллективных хозяйств колхоза им. Т. Г. Шевченко, проведение в 1953 году водопровода, в 1956 году полная радиофикация населенных пунктов.
Селу более 220 лет. В настоящее время это современное кубанское село с современными постройками, электрифицированное, газифицированное, с асфальтированными дорогами.
Село Екатериновка славно не только своей историей, но и своими людьми. Среди сельчан были: герой революции, Герой Советского Союза, Герой Социалистического труда, награжденные орденами Ленина и Трудового Красного Знамени, свыше 150 человек награждены орденами и медалями за трудовые подвиги, заслуженных работников сельского хозяйства Российской Федерации и Краснодарского края.
Хронологический календарь знаменательных и памятных дат с. Екатериновка
1796 — год образования села Екатериновка
1796 — построена деревянная церковь Святителя Николая Угодника (первый священник в этой церкви был Григорий Иванович Угринович (отец Григорий), который прослужил в этом приходе более 30-ти лет)
1845 — было открыто земское двухклассное училище
1885 — построена белая кирпичная церковь Рождества пресвятой Богородицы
1888 — открыта церковно-приходская школа
1903 — заложена новая церковь Преображения господня из красного кирпича, священник Александр Попов
1905 — построена сельская мельница предпринимателей Кадыгроб
1912 — были открыты первые общественные учреждения: волостное правление, земский приемный покой, два народных училища, девять маслобойных заводов, две паровые мельницы, тридцать ветряных мельниц
1914 — открыто ссудо-сберегательное товарищество
1917 — сформирован конный красногвардейский отряд, командиром которого был житель села Василий Николаевич Конопий, а комиссаром Василий Андреевич Тимченко
1917 — в селе начала действовать центральная школа (сначала № 2, потом № 3) — начальные классы
1918 — избран первый Совет крестьянских депутатов
1919 — был организован повстанческий отряд, командиром которого был Кириченко Анисим Наумович
1921 — воздвигнут памятник борцам за Советскую власть
1924 — первая государственная нарезка земли крестьянам села
1924 — родился заслуженный работник Кубани, участник Великой Отечественной войны, заведующий Екатериновской сельской библиотекой 1948—1984 Муха Н. Д. (умер в 2006 году)
1925 — организован союз охотников села
1925 — открыто два магазина
1927 — открыто три начальные школы на западной стороне села № 1, в центре села № 2, в восточной стороне села № 3
1927 — в село поступил первый трактор, трактористом был С. Н. Фоменко
1927 — родился заслуженный работник культуры Кубани, участник Великой Отечественной войны, заведующий Екатериновской сельской библиотекой 1984—1987 Шульгатый Н. И.
1928 — организованы первые курсы кройки и шитья
1929—1930 — годы коллективизации
1929 — была организована сельхозартель «Путь к новой жизни» и её председателем стал Л. З. Юрченко
1930 — открыта школа крестьянской молодежи. Директор Трофим Семенович Николаев.
1932 — разрушена белая кирпичная церковь Рождества пресвятой Богородицы
1933 — произошла частная радиофикация села. Заведующий Голиченко Прокопий Федорович.
1936 — открыта читальная изба, заведующий Холоденко Е. Г.
1936 — осуществилась первая демонстрация звукового кино
1938 — в селе появились первые велосипеды
1940 — построен первый Дом культуры из кирпича белой кирпичной церкви Рождества Пресвятой Богородицы
1946 — начальная школа реорганизована в семилетнюю школу
1948 — посажен небольшой сельский парк им. Юрченко
1951 — объединились семь колхозов в один им. Т. Г. Шевченко
1953 — в центре села установлен памятник В. И. Ленину
1953 — проведен водопровод в село
1956 — проведена полная радиофикация села
1966 — открыта столовая колхоза
1967 — сдано в эксплуатацию здание СОШ № 6
1967 — начато строительство дорог с твердым покрытием
1972 — сдано в эксплуатацию здание правления колхоза
1976 — сдано в эксплуатацию здание, в котором располагается администрация, библиотека, почта, сбербанк
1977 — установлен памятник Т. Г. Шевченко около здания правления колхоза
1978 — открыт Дворец Культуры
1978 — открыт мемориал в парке села, посвященный жителям села, погибшим в годы Великой Отечественной войны
1978 — организован фольклорный хор при Дворце культуры. Художественный руководитель А. С. Широкий
1986 — сдано в эксплуатацию здание детского сада «Колосок», первая заведующая которого стала Е. Е. Кузьменко
1987 — в село стала поступать вода из водной магистрали Ленинградская-Ейск
1989 — открыт молитвенный дом. Первый его настоятель был отец Андрей (в миру Андрей Иванович Грицунов)
1990 — открыт новый магазин на западной стороне села
1996 — 200-летний юбилей села
2004 — колхоз им. Т. Г. Шевченко стал открыт акционерным обществом им. Т. Г. Шевченко
2005 — подведен газ в село, газифицирована Екатериновская средняя школа № 6
2006 — переход по закону от 06 октября 2003 года № 131 «об общих принципах организации местного самоуправления в Российской Федерации» на местное самоуправление
2006 — построена и введена в строй башня сотовой связи МТС, произведен ремонт дороги по ул. Калинина
2006 — 210-летний юбилей села
2007 — восстановлено уличное освещение в Екатериновском сельском поселении
2008 — выполнен ремонт и асфальтирование в центре села по ул. Торговой и ремонт Екатериновского сельского Дома культуры (ремонт крыши)
2008 — открыт фитнес-зал в Екатериновском сельском Доме культуры
2008 — создано муниципальное казённое предприятие «Услуга» при администрации
2009 — газифицирована Екатериновская участковая больница, начата газификация Екатериновского сельского Дома культуры с полной заменой системы отопления
2009 — образована футбольная команда Екатериновского сельского поселения Щербиновского района
2009 — построена и введена в строй башня сотовой связи «Мегафон» в х. Любимов
2010 — полностью газифицирован Екатериновский сельский Дом культуры
2010 — газификация сельских подворий в с. Екатериновка составляет более 500 дворов из 1000
2010 — по Губернаторской программе получен трактор МТЗ-82 с набором техники для выполнения полномочий местного самоуправления и выполнения услуг населению
2016 — 220-летний юбилей села
2021 — В рамках региональной госпрограммы «Развитие здравоохранения» введена в эксплуатацию новая Амбулатория

## Галерея

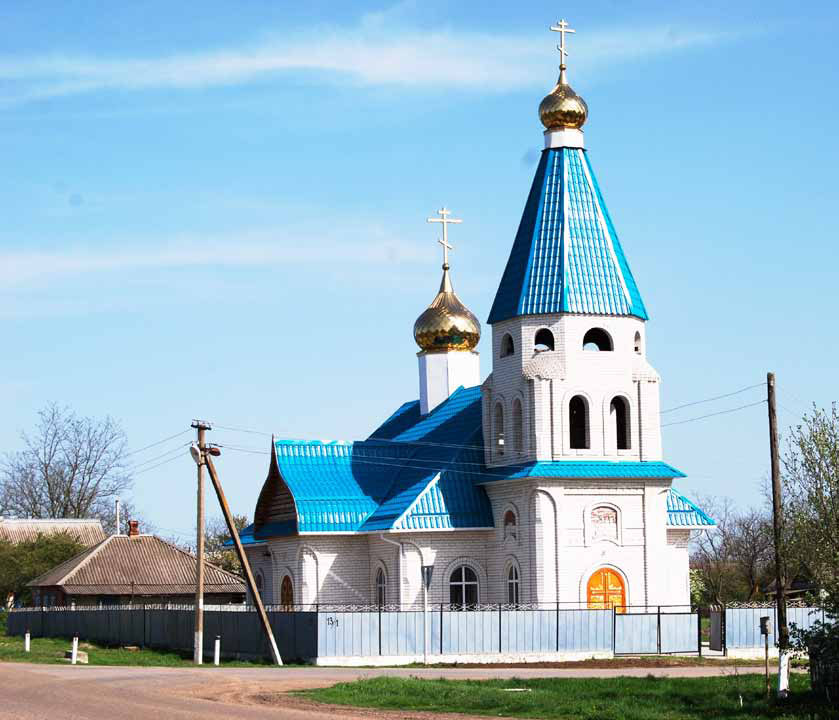
Екатериновская церковь
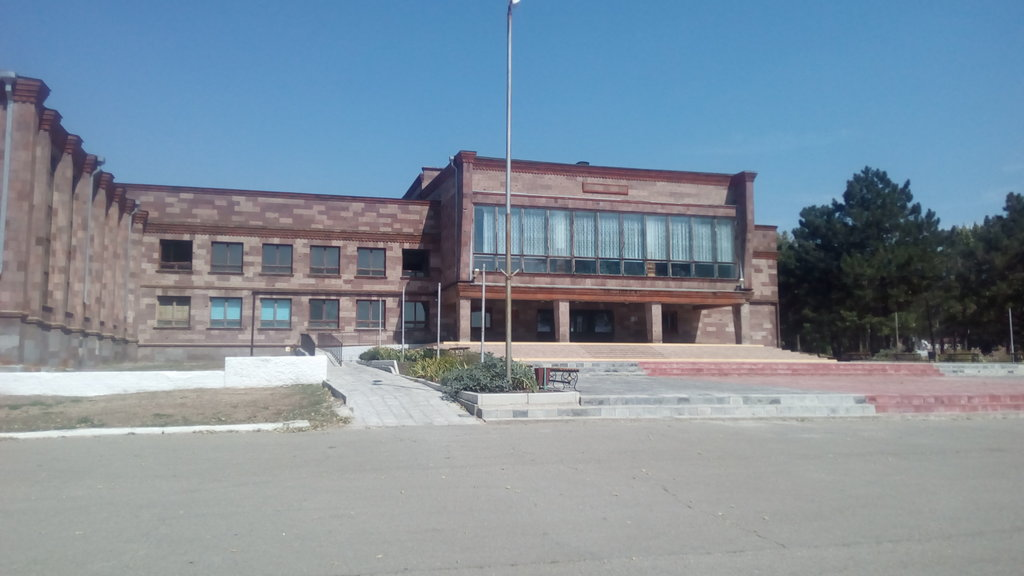
Екатериновский Дом культуры
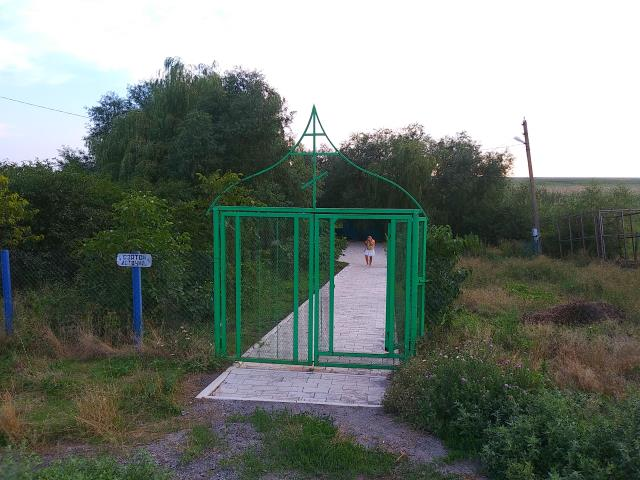
Святой источник
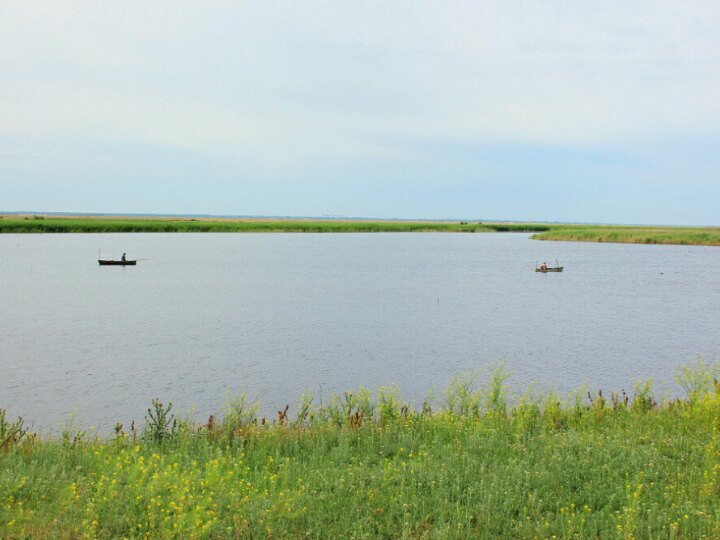
Река Ея
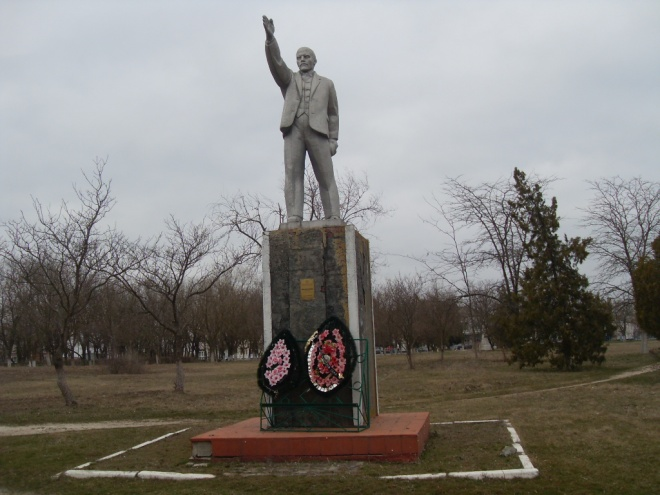
Памятник Ленину
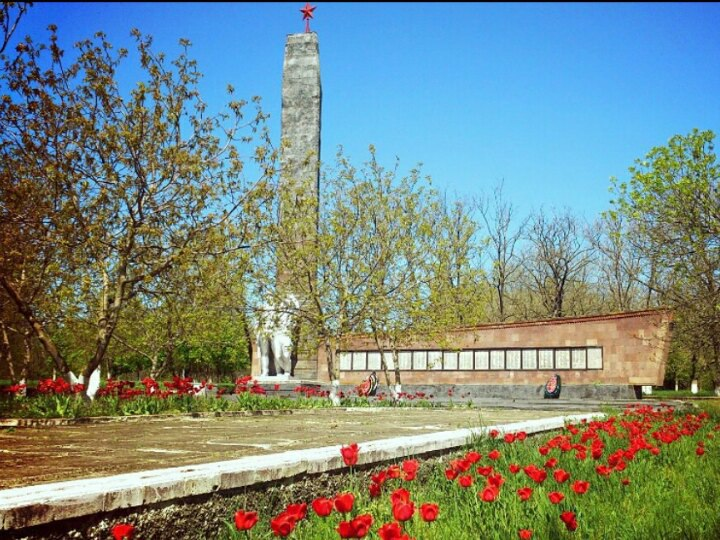
Екатериновский мемориал ВОВ

## Население
| 2002 | 2010  |
| ---- | ----- |
| 2821 | ↘2659 |

Национальный состав
Бо́льшая часть населения села— русские (93,8 % в 2002 году), а также украинцы, курды, цыгане, табасаранцы.

## Транспорт и инфраструктура
Транспортные связи с населёнными пунктами муниципального образования Щербиновский район осуществляются по автомобильным дорогам II технической категории Старощербиновская — Екатериновка и IV технической категории Ейск — Елизаветовка.
Протяженность дорог общего пользования по территории Екатериновского сельского поселения Щербиновского района составляет 56,3 км. Дороги с асфальтобетонным покрытием составляют 18,2 км.
Село связано с райцентром автомобильными дорогами с асфальтобетонным покрытием. Состояние дорог удовлетворительное, однако отдельные участки улично-дорожной сети в селе требуют срочного ремонта.
Железнодорожный, водный, авиатранспорт и прочие виды транспорта, используемые для внешнего сообщения на территории отсутствуют; ближайшая действующая железнодорожная станция на ветке «Ейск—Староминская» в станице Старощербиновской. Ближайший морской порт находится в г. Ейске на расстоянии 66 км от с. Екатериновка, ближайший Международный аэропорт Платов находится в г. Ростов-на-Дону на расстоянии 165 км по дорогам общего пользования.